# نادي حطين (السعودية)
نادي حطين السعودي لكرة القدم هو نادي كرة قدم سعودي محترف، تأسس عام 1976م 
، مقرهُ محافظة صامطة في منطقة جازان جنوب غرب السعودية. حقق العديد من الألقاب والإنجازات، وقدم كثير من النجوم الكروية الذين قدموا الكثير للنادي والمنتخب أمثال يحيى دغريري، عبد الفتاح عسيري، موسى مدخلي، محمد الزهراني وغيرهم من اللاعبين في مجالات أخرى كألعاب القوى والتايكوندو .
ويعد العداء السعودي يوسف مسرحي من أبرز نجوم الفريق في مجال ألعاب القوى وهو صاحب أفضل توقيت سعودي في سباق الـ 400 متر حيث حقق زمن قدره 44.61 ث جاء ذلك في نصف نهائي بطولة العالم لألعاب القوى 2013 بالعاصمة الروسية موسكو .

## تشكيلة الفريق الحالية
ملاحظة: تشير الأعلام إلى المنتخب بحسب قواعد الأهلية المعتمدة من قبل الفيفا؛ تنطبق بعض الاستثناءات المحدودة. وقد يحمل اللاعبون أكثر من جنسية لا تعترف بها الفيفا.
| الرقم | البلد    | المركز | اللاعب           |
| ----- | -------- | ------ | ---------------- |
| 1     | سوريا    | حارس   | محمود اليوسف     |
| 2     | السعودية | مدافع  | أحمد جيلان       |
| 3     | السعودية | مدافع  | محمد صائغ        |
| 4     | السعودية | مدافع  | عبد العزيز هامل  |
| 5     | السعودية | مدافع  | ياسر ضامري       |
| 6     | السعودية | وسط    | وائل قيسي        |
| 7     | السعودية | وسط    | محمد الزهراني    |
| 8     | رواندا   | وسط    | علي نيونزيما     |
| 9     | السعودية | مهاجم  | عبد الله عريشي   |
| 10    | السعودية | وسط    | مجاهد صديق       |
| 11    | السعودية | مهاجم  | أحمد سلمان       |
| 12    | السعودية | مدافع  | عبد الرحمن نشيلي |
| 13    | السعودية | مدافع  | عبد الإله مكين   |
| 14    | السعودية | وسط    | محمد النعمي      |
| 15    | السعودية | وسط    | موسى مشرقي       |

| الرقم | البلد      | المركز | اللاعب        |
| ----- | ---------- | ------ | ------------- |
| 17    | السعودية   | وسط    | عبد الله قيسي |
| 18    | البرازيل   | وسط    | كارلوس كوبيتي |
| 19    | السعودية   | مهاجم  | مازن مفرح     |
| 20    | ساحل العاج | مهاجم  | رولاند زان بي |
| 21    | السعودية   | مدافع  | يحيى دغريري   |
| 23    | السعودية   | مدافع  | سعود مكبش     |
| 28    | السعودية   | حارس   | الوليد صفحي   |
| 30    | السعودية   | وسط    | مؤيد غروي     |
| 70    | السعودية   | مهاجم  | محمد سفياني   |
| 77    | السعودية   | وسط    | سعيد مبارك    |
| 80    | السعودية   | وسط    | عبد الله حقوي |
| 88    | السعودية   | وسط    | أحمد مباركي   |
| 96    | السعودية   | وسط    | عمر آل سعد    |
| 99    | السعودية   | حارس   | جمال حافظ     |

## معلومات عن النادي
نادي حطين السعودي من محافظة صامطة جنوب غرب منطقة جازان تأهل إلى دوري الدرجة الأولى السعودي لكرة القدم بكل جدارة واستحقاق بعد تحقيقه وصافة دوري الدرجة الثانية السعودي لكرة القدم في إنجاز غير مسبوق في تاريخ النادي الذي تأسس في عام 1396 هـ على يد إبراهيم بن حسن الشعبي.
وما حدث لهذا الفريق يحتاج إلى الدراسة والمتابعة من قبل النقاد والمهتمين بالحركة الرياضية في المملكة لكي يستفاد منها بين أندية الدرجة الثالثة والتي يبلغ عددها 135 نادي تعاني من عدم التخطيط والطموح.

## فيصل مدخلي وظاهرة أندية الظل
قدم فيصل مدخلي إلى إدارة نادي حطين في نهاية عام 1423 هـ وكان وضع النادي معدوم من حيث المنشآت والإنجازات حيث بدأ من الصفر في التخطيط في بناء فريق قوي ينافس وليس لمجرد المشاركة في دوري المنطقة فقام بعمل خطة سريعة وتعتمد على نجوم فرق الحواري في منطقة جازان ولم تنجح وكانت الخطة الثانية بالاعتماد على القاعدة والتي يرتكز عليها مستقبلاً فاهتم بقطاع البراعم الناشئين حيث قام بتوفير 6 باصات لنقل اللاعبين من مختلف محافظات منطقة جازان وهي بيش وصبيا وأبو عريش والدرب التي تبعد 180 كيلو عن مقر النادي والتي تقع بين منطقتي جازان وعسير وفي أول موسم للإدارة الجديدة حقق فريق الناشئين الصعود إلى الدوري الممتاز وتوالت إنجازات الناشئين ومن ثم انجازات الشباب وختاما في الفريق الأول.
علما بان رئيس النادي هو من يتكفل شخصيا بمعظم مصاريف النادي وهو أيضا من قام بتشييد 3 ملاعب مزروعة وبناء مدرجات للملعب الرئيسي ومن الملاحظ متابعة رئيس النادي لجميع مباريات النادي في مختلف الدرجات.

## أسماء لامعة
يحظى الفريق بعدد من الأسماء اللامعة والتي يتوقع ان يكون لها مستقبل في عالم النجومية ومن بينهم:
- موسى مدخلي (حيث شارك في أحد المواسم في 15 لقاء وسجل 15 هدف).
- عماد حنتول
- مساوي كريري
- سعود قرن
- أحمد قدري
- وسام وهيب

(حيث يعتبرون من أبرز لاعبي النادي).

## منشآت النادي
قبل قدوم الاستاذ فيصل هادي مدخلي كان مقر النادي السابق يبعد عن التجمع السكاني في محافظة صامطة ما يقارب 10 كيلو وبعيد عن جميع الخدمات وفي حاله يرثى لها وكان يتوفر ملعب واحد لا يصلح لفرق الحواري ومبنى متهالك مكون من غرفتين وملعب يد أرضيه من الاسفلت مما سبب اصابات كثيرة للاعبي اليد.
وفي أول موسم من قدوم الإدارة الشابة بقيادة الاستاذ فيصل مدخلي تم الانتقال إلى المقر الجديد والذي يقع في وسط محافظة صامطة وفي موقع مميز، حيث تم زراعة ملعب رئيسي يتسع إلى 3 آلاف متفرج وملعبين مساندين ومقر إداري مبني على الطراز الحديث وتم اعتماد الملعب رسميا من رعاية الشباب بخوض المباريات على الملعب الجديد بدلا من خوض المباريات على أرض ملعب مدينة الملك فيصل الرياضية بمدينة جازان والتي تبعد عن مقر النادي 75 كلم.
- يتواجد 3 ملاعب مزروعة تخوض عليها فرق النادي التدريبات اليومية بالإضافة إلى البراعم، وتم بناء مدرجات على الملعب الرئيسي تتسع إلى 3 آلاف متفرج. (جميع مشاريع النادي تكفل بها رئيس النادي بجهود ذاتيه)

ويتم الآن إنشاء ملعب بميزات عاليه

## إنجازات النادي في كرة القدم
لم يكن لنادي حطين أي انجازات تذكر قبل موسم 1424 هـ ولم يشارك في خارج بطولات منطقة جازان حيث تم البدأ من الصفر فتحققت النتائج من قبل فريق الناشئين أولا ثم فريق الشباب مرورا بالفريق الأول في 6 مواسم و90% من للاعبي الفريق الأول الصاعد حديثاً إلى دوري الدرجة الأولى السعودي من خريجي الفئات السنية ومتوسط أعمار اللاعبين 21 سنة ويشارك أربعة للاعبين من درجة الشباب مع الفريق الأول.

### انجازات فريق الناشئين
| المناسبة                                                                    | العام |
| --------------------------------------------------------------------------- | ----- |
| تأهل فريق الناشئين للممتاز بعد تحقيقه بطولة المملكة للمناطق                 | 2004  |
| تحقيق المركز الثالث في أول ظهور له في الدوري الممتاز                        | ...   |
| تحقيق المركز الثالث في الموسم الثاني                                        | 2005  |
| درع الدوري الممتاز لدرجة الناشئين دون أي خسارة                              | 2006  |
| درع الدوري الممتاز لدرجة الناشئين وللسنة الثانية على التوالي وبدون أي خسارة | 2007  |
| المركز الرابع في دوري الممتاز للناشئين                                      | 2008  |

### انجازات فريق الشباب
| المناسبة                                                    | العام |
| ----------------------------------------------------------- | ----- |
| تحقيق بطولة المملكة لدرجة الشباب والتأهل إلى الدوري الممتاز | 2007  |

### انجازات الفريق الأول
بعد تخريج مجموعة من الأسماء من فريق الشباب والناشئين إلى الفريق الأول تم تحقيق الانجازات :
| المناسبة                                                                           | العام |
| ---------------------------------------------------------------------------------- | ----- |
| تحقيق بطولة جازان (بدون خسارة)                                                     | 2007  |
| تحقيق المركز الثاني في المجموعة الثانية للفرق المؤهلة إلى دورة الصعود (بدون خسارة) | ...   |
| تحقيق درع دوري الدرجة الثالثة والتأهل إلى دوري الثانية                             | ...   |
| تحقيق المركز الثاني في دوري الدرجة الثانية والصعود إلى دوري الأولى                 | ...   |

## المؤسسين ورؤساء نادي حطين
| المؤسسين للنادي في عام 1396 هـ |
| ------------------------------ |
| إبراهيم حسن شعبي               |
| أحمد قاسم شعبي                 |
| حمود محمد صميلي                |
| أحمد أحمد كرشمي                |
| محمد إدريس عتران               |

توالت على النادي أربع إدارات من تاريخ تأسيسه إلى وقتنا الحاضر.
| رئيس النادي           | الفترة                                     |
| --------------------- | ------------------------------------------ |
| إبراهيم حسن الشعبي    | 13 شعبان 1396 هـ - 26 جمادى الأولى 1414 هـ |
| عبد الصمد محمد الحكمي | 9 جمادى الآخرة 1414 هـ - 26 شوال 1423 هـ   |
| فيصل هادي المدخلي     | 1423 هـ - 1445 هـ                          |
| م. ممدوح أحمد سهلي    | 1445 هـ - الآن                             |

## أبرز الإنتقالات
| تاريخ الانتقال | الاســــــم         | انتقل إلى  | الـمركـز |
| -------------- | ------------------- | ---------- | -------- |
| يونيو 2012     | رياض عبد الله بركات | العروبة    | مدافع    |
| مايو 2011      | عبود الخضري         | انتهاء عقد | مدرب     |
| مايو 2011      | عبد الله غراب       | انتهاء عقد | مدرب     |
| مايو 2011      | أحمد نصيب           | انتهاء عقد | ----     |
| يوليو 2010     | عباس زايد           | الطائي     | مدافع    |
| يونيو 2013     | وسام وهيب           | الشباب     | مهاجم    |

نص الصفحة.